# Symphony Of The Seas
Symphony Of The Seas је крузер компаније Ројал Карибијан. Она је четврти брод у класи "Оаза".
Направљена је 23. Марта 2018 у бродоградилишту Chantiers l'Atlantique.Престигавши Хармонију Мора постала је највећи крузер на свету након градње. 

## Градња
29. октобра 2015 кобилица је била постављена у воду. Глумци Алекса Вега и Карлос Пена млађи су изабрани као "кумска породица брода", ово је први пут у историји да је цела породица постала кум пловилу.

## Објекти
Брод има разне занимљиве атракције као што су:
- Дечији водени парк
- Терен за кошарку
- Зип лајн
- Стену за пењање на висини од 13 метара
- На крми има огроман театар са базеном и олимпијским скакаоницама
- Парк са разним тропским биљкама[1]